# لینا ملکمیان
لینا ملکمیان (؛ انگلیسی: Lina Melkomian؛ زاده ۱۹۳۶) نویسنده، مورخ، جامعه‌شناس و استاد دانشگاه اهل ایران-ارمنستان است.

## زندگی‌نامه
وی در سال ۱۹۳۶م (۱۳۱۵خ) در نو جلفا، اصفهان به دنیا آمد. وی تحصیلات خود را تا ورود به دانشگاه در این شهر سپری کرد. سپس در دانشسرای عالی تحصیل کرد. وی فوق لیسانس خود را در دو رشته علوم اجتماعی و آمار پیشرفته در مؤسسه مطالعات و تحقیقات اجتماعی دانشگاه تهران به پایان رساند. از آغاز تأسیس دفتر پژوهش‌های فرهنگی سمت مسئول بخش آمار و جمعیت آن را برعهده داشت است که در آنجا نیز در پژوهش‌ها و طرح‌های مختلف دولتی و خصوصی همکاری داشته است. وی در در دانشگاه تهران و چندین دانشگاه نیز تدریس نموده است. او دکترای خود را در رشته تاریخ تطبیقی از آکادمی ایروان با رتبه ممتاز دریافت نموده است.

## آثار
از دیگر فعالیت‌های وی می‌توان به پژوهشی هفت جلدی برای آکادمی ایروان به زبان‌های فارسی و انگلیسی و نیز تلخیص شده آن به زبان‌های ارمنی و فارسی به کمک‌های همسر متوفی‌اش اشاره کرد که به همین خاطر از طرف دولت ارمنستان نشان طلای دانشگاه‌های آن کشور را کسب نمود. از وی آثار بسیاری چه در زمینه تحقیق و پژوهش و چه تألیف به ثمر رسیده است که از آن جمله‌اند:
- نسل‌کشی ارامنه (۲۰۱۵)[۱]
- کلیساهای ارامنه ایران (۱۳۸۰ از مجموعه کتاب‌های «از ایران چه می‌دانم»)
- گزیده‌ای از تعملات و تشابهات فرهنگی بین ایران و ارمنستان از دیر باز تا کنون